# Oedothorax fuegianus
Oedothorax fuegianus là một loài nhện trong họ Linyphiidae.
Loài này thuộc chi Oedothorax. Oedothorax fuegianus được Eugène Simon miêu tả năm 1902.